# Johan Lesser
Johan Andreas Ludvig Lesser (født 21. april 1848 i Rendsborg, død 22. april 1916) var en dansk officer og militærhistoriker.
Han var søn af kaptajn i artilleriet Carl Ludvig August Heinrich Lesser (1800-1850) og Charlotte Christine Henriette Carstens (1817-1908). Han blev oberstløjtnant og chef for 18. bataljon. Lesser har forfattet en del af de militærhistoriske biografier i 1. udgave af Dansk Biografisk Leksikon (1887-1905).
13. februar 1891 blev han Ridder af Dannebrog og 8. april 1898 Dannebrogsmand. Han bar også den svenske Sværdorden, russiske Sankt Stanislaus' Orden og Sankt Annas Orden.
9. november 1900 ægtede han i Kongens Lyngby Ida Cathrine de Meza (31. august 1852 i Kongens Lyngby – ?), datter af musikhandler, senere organist Carl Wilhelm de Meza (1819-1911) og Juliane Fegerschou.